# كلاين غيلبرت
كلاين غيلبرت (بالإنجليزية: Kline Gilbert)‏ هو لاعب كرة قدم أمريكية أمريكي، ولد في 22 نوفمبر 1930، وتوفي في 14 يونيو 1987 في جاكسون في الولايات المتحدة.

## وصلات خارجية
- كلاين غيلبرت على موقع مرجع كرة القدم المحترفة.كوم (الإنجليزية)
- كلاين غيلبرت على موقع قاعة ميسيسيبي للمشاهير الرياضية (الإنجليزية)